# هربرت ماكغريغور
هربرت ماكغريغور (بالإنجليزية: Herbert McGregor) هو منافس ألعاب قوى جامايكي، ولد في 13 سبتمبر 1981 في جامايكا.

## وصلات خارجية
- هربرت ماكغريغور على موقع الاتحاد الدولي لألعاب القوى (الإنجليزية)
- هربرت ماكغريغور على موقع أوليمبيديا (الإنجليزية)